# كاثرين أوبيانغ
كاثرين أوبيانغ (بالإنجليزية: Katherine Obiang)‏، هي مُمثلة وشخصية تلفزيونية كاميرونية نيجيرية. شاركت سنة 2017 في فيلم المرأة، وفازت عن هذا الدور بجائزة أفضل ممثلة في دور مُساعد ضمن حفل توزيع جوائز نوليوود للأفضل إلى جانب كيت هينشاو وأوموني أوبولي.

## وصلات خارجية
- كاثرين أوبيانغ على موقع IMDb (الإنجليزية)